# 5844 Chlupáč
5844 Chlupáč è un asteroide della fascia principale. Scoperto nel 1986, presenta un'orbita caratterizzata da un semiasse maggiore pari a 2,1178668 au e da un'eccentricità di 0,1238420, inclinata di 2,23643° rispetto all'eclittica.